# Regiones de Somalilandia

Mapa de las regiones de Somalilandia.

Las regiones de Somalilandia son (capitales entre paréntesis):
- Awdal (Boorama)
- Saaxil (Berbera)
- Sanaag (Erigavo)
- Sool (Laascaanood)
- Togdheer (Burao)
- Woqooyi Galbeed (Hargeisa)

- Datos: Q1137691
- Multimedia: Regions of Somaliland / Q1137691